# La Disparition de Judas
La Disparition de Judas (La scomparsa di Patò) est un roman d'Andrea Camilleri publié par Arnoldo Mondadori Editore en 2000.
En France, il est traduit par Serge Quadruppani, en collaboration avec Maruzza Loria, et publié aux Éditions Métailié en 2002. Il en est tiré un film, La scomparsa di Patò (it), réalisé par Rocco Mortelliti (it) et sorti en Italie en 2010.
Le roman est préfacé par une citation tirée de À chacun son dû (it) de Leonardo Sciascia, où celui-ci explique que la disparition d'Antonio Patò, alors même qu'il interprétait le rôle de Judas dans un spectacle retraçant la Passion du Christ (Mortorio en sicilien), est restée dans la langue pour décrire la disparition inattendue de personnes ou de choses.
Camilleri avait déjà écrit sur ce sujet une nouvelle, Ipotesi sulla scomparsa di Antonio Patò (« Hypothèses sur la disparition d'Antonio Patò »). Cette nouvelle est parue dans l'Almanacco dell'Altana 1999, puis sous forme réduite dans le journal La Stampa. Elle est reprise dans le recueil Gocce di Sicilia chez Mondadori.

## Structure du récit
Le roman se présente sous la forme inhabituelle d'un dossier composé de lettres manuscrites ou tapées à la machine, de documents officiels timbrés et d'articles de presse quotidienne. Camilleri reprend ainsi la forme originale qu'il avait déjà adoptée dans son précédent roman La concessione del telefono (1998) où la correspondance bureaucratique tenait un rôle de premier plan.
Cette présentation qui vise à déconcerter au début le lecteur permet à l'auteur de créer des liens et des rappels au fur et à mesure que l'histoire se tisse. Le langage bureaucratique fait parfois rire par son ridicule, tout en faisant permettant une incursion dans les coutumes et habitudes d'une époque.

## Résumé
Il riscatto d'Adamo nella morte di Gesù Cristo (Le Rachat d'Adam dans la mort de Jésus Christ), de Filippo Orioles, est une pièce de théâtre racontant la Passion du Christ qui était fréquemment jouée autrefois. Le 21 mars 1890, à Vigata, Vendredi saint, ce « Mortorio » (martyre) selon le parler local est joué selon la tradition. Antonio Patò, comptable exemplaire employé par la banque locale, joue comme d'habitude le rôle peu sympathique de Judas. Au moment où celui-ci, rongé par les remords d'avoir trahi le Christ, se suicide par pendaison, une trappe dans la scène s'ouvre pour figurer qu'il est précipité aux enfers. Seulement, après cette représentation, Patò ne réapparaît plus comme prévu pour saluer : on en a perdu la trace.
Lors de l'enquête, la sécurité publique et les carabiniers du Roi se font obstacle. Les journaux du gouvernement et de l'opposition s'insultent copieusement et insinuent que l'autre partie veut cacher la vérité à des fins politiques.
Pour tout compliquer, deux sujets de Sa Majesté britannique qui résident dans l'île émettent plus tard des hypothèses surprenantes : l'un affirme que Patò est tombé dans une faille spatio-temporelle, l'autre qu'il est encore en train de parcourir un escalier de Penrose. D'autres hypothèses plus rationnelles évoquent des irrégularités dans les comptes de la banque, une perte de mémoire due à la chute dans la trappe, une fugue amoureuse ou un complot mafieux.

## Éditions françaises
- Éditions Métailié, coll. « Bibliothèque italienne », 2002, 246 p.  (ISBN 2-86424-415-2)
- Éditions Métailié, coll. « Suite italienne » no 113, 2005, 246 p.  (ISBN 2-86424-555-8)

## Adaptation cinématographique
- 2010 : La scomparsa di Patò (it), film italien réalisé par Rocco Mortelliti (it)

### Source de la traduction
- (it) Cet article est partiellement ou en totalité issu de l’article de Wikipédia en italien intitulé « La scomparsa di Patò » (voir la liste des auteurs).